# Мамин, Максим Владимирович
Максим Владимирович Мамин (род. 13 января 1995, Москва) — российский хоккеист, нападающий. Двукратный обладатель Кубка Гагарина (2019, 2023). Четырехкратный чемпион России (2015, 2019, 2020, 2023). Мастер спорта России (2021).

## Карьера
Воспитанник хоккейной школы ЦСКА. 47 очков в 171 матче за ЦСКА в КХЛ, 103 очков в 181 матче за «Красную Армию» в МХЛ и 6 очков в 9 матчах за «Звезду» в ВХЛ. В 2015 году он был отмечен призом имени Алексея Черепанова как лучший новичок сезона КХЛ.
В июне 2017 года объявил о переходе в клуб НХЛ «Флорида Пантерз».
В сезоне 2017/18 тренерский штаб клуба «Флорида Пантерз» отправили игрока в свой фарм-клуб АХЛ «Спрингфилд Тандербёрдс». Всего в сезоне 2017/18 сыграл за «Пантерз» 26 матчей и набрал 4 очка (3+1).
По ходу сезона 2018/19 вернулся в ЦСКА. Стал автором «золотой» шайбы в ворота омского «Авангарда» в овертайме четвертого матча финала Кубка Гагарина.
17 декабря 2019 года сделал свой первый хет-трик в КХЛ в ворота рижского «Динамо» (4:1). Мамин забросил по шайбе в каждом из периодов.
Тренерский штаб сборной России по хоккею с шайбой в апреле 2018 года перед чемпионатом мира в Дании направили приглашение Мамину в состав сборной команды страны. Игрок был заявлен на чемпионат мира 2018 года. Во втором матче чемпионата мира 2018 против сборной Австрии и в третьем матче против Белоруссии забросил по одной шайбе. Всего на чемпионате стал автором трёх заброшенных шайб, сборная не смогла пробиться в полуфинал, уступив канадцам.
28 июля 2021 года вернулся в «Пантерз», подписав однолетний контракт на $975 тыс. 4 декабря 2021 года забросил две шайбы в матче против «Сент-Луиса». В следующем матче 7 декабря против «Сент-Луиса» сделал две передачи.
В сезоне 2021/22 провёл за «Пантерз» 40 матчей в регулярном чемпионате НХЛ и набрал 14 (7+7) очков.
13 июля 2022 года Мамин на три года заключил контракт с ПХК ЦСКА.
В июле 2025 подписал двухлетнее соглашение с ХК Динамо (Москва).